# Isys Mascarenhas Souza
Isys Mascarenhas Souza (1988) es una bióloga, botánica, geobotánica, curadora, y profesora brasileña.

## Biografía
En 2010, obtuvo la licenciatura en Ciencias Biológicas (modalidad médica) por la Universidad Estadual de Feira de Santana; en 2013, y por la misma casa de altos estudios, un título de maestría en botánica, defendiendo la tesis O Gênero Hymenaea L. (Leguminosae: Caesalpinioideae) para o Estado da Bahia: Aspectos sobre a taxonomia, fenologia e biología floral, con la supervisión de la Dra. Ligia Silveira Funch (1968), y co-orientada por el Dr. Luciano Paganucci de Queiroz (1958); y, en 2014, el doctorado en ciencias (botánica) por la misma casa de altos estudios, siendo becaria del Consejo Nacional de Desenvolvimiento Científico y Tecnológico, CNPq, Brasil, como también para la maestría.
Desde 2014, es profesora de la Universidad Estadual de Feira de Santana. Tiene experiencia en botánica, con énfasis en fenología, síndromes de polinización y taxonomía de fanerógamas, además de la enseñanza de biología para estudiantes de media y preuniversitario.
Es autora en la identificación y nombramiento de nuevas especies para la ciencia, a abril de 2015, posee dos nuevos registros de especies, especialmente de las familias Fabaceae (género Hymenaea); y, de Turneraceae (Piriqueta) (véase más abajo el vínculo a IPNI).

## Algunas publicaciones
- ROCHA, LAMARCK; ARBO, MARIA M.; SOUZA, ISYS M.; RAPINI, ALESSANDRO. 2014. Piriqueta crenata, a new species of Turneraceae (Passifloraceae s.l.) from the Chapada Diamantina, Bahia, Brazil. Phytotaxa: a rapid international journal for accelerating the publication of botanical taxonomy 159: 105-110

- SOUZA, ISYS; FUNCH, LIGIA; DE QUEIROZ, LUCIANO. 2014. Morphological analyses suggest a new taxonomic circumscription for Hymenaea courbaril L. (Leguminosae, Caesalpinioideae). PhytoKeys 38: 101-118

- SOUZA, ISYS M.; COUTINHO, K.; FUNCH, L. S. 2012. Estratégias fenológicas de Senna cana (Nees & Mart.) H.S.Irwin & Barneby (Leguminosae: Caesalpinioideae) como mecanismo eficiente para atração de polinizadores. Acta Botanica Brasílica (impreso) 26: 435-443

- BRAVO, F.; SOUZA, ISYS M.; SANTOS, C. B.; FERREIRA, A. L. 2011. Three new species of Telmatoscopus Eaton, 1904 (Diptera, Psychodidae) from Brazil. Zootaxa (en línea) 28: 34-40

- BRAVO, F.; SOUZA, ISYS M. 2008. A new species of Telmatoscopus Eaton (Diptera, Psychodidae) from Brazil. Biota Neotropica (edición en portugués, en línea) 8: 65-68

### Libros
- FRANCA, F.; MELO, E.; SOUZA, ISYS M.; PUGLIESI, L. (orgs.) 2013. Flora de Morro do Chapéu. 1ª ed. Feira de Santana: Universidade Estadual de Feira de Santana, v. 1. 238 pp.

#### Capítulos de libros
En Isys M. Souza; Karoline Coutinho; Efigênia de Melo; Eliane de Lima Jacques (orgs.) Begoniaceae. 1ª ed. Feira de Santana - Universidade Estadual de Feira de Santana, v. 1 2013
- SOUZA, ISYS M.; COUTINHO, K.; MELO, E.; JACQUES, E.L. Begoniaceae, p. 134-138.
- SOUZA, ISYS M.; COUTINHO, K.; MELO, E.; ARBO, M.M. Turneraceae, p. 221-235.

### En Congresos
En Resumos XI Congresso Latinoamericano de Botânica, LXV CNBOT e XXXIV ERBOT, Salvador. Botânica estrutural, 2014.
- COSTA, T. M.; ONOO, R. M. V.; SOUZA, I.M.; LIMA, M. R. O.; MIRANDA, L. D. A. P.; FUNCH, L. S. FENOLOGIA E ATRIBUTOS MORFOFUNCIONAIS DE BONNETIA STRICTA (NEES) NEES & MART (BONNETIACEAE) EM FLORESTA CILIAR, CHAPADA DIAMANTINA E RESTINGA NA BAHIA.
- SOUZA, I.M.; FUNCH, L. S. Estratégias fenológicas e padrões florais conservados em Hymenaea L. (Leguminosae, Caesalpinioideae)

- SOUZA, I.M.; FUNCH, L. S.; QUEIROZ, L.P. 2013. Flora da Bahia Gênero Hymenaea (Leguminosae, Caesalpinioideae). In: LXIV Congresso Nacional de Botânica, Belo Horizonte. Taxonomía/Sistemática de Fanerógamas

En Resumos 63.º Congresso Nacional de Botânica, Joinville, 2012.
- COSTA, T. M.; SOUZA, I.M.; COUTINHO, K.; FUNCH, L. S. Fenologia, Biologia Floral e Visitantes de Bonnetia stricta Nees & Mart. (Bonnetiaceae) na Mata Ciliar do Rio Lençóis, Chapada Diamantina - BA.
- FUNCH, L. S.; MIRANDA, L. D. A. P.; SOUZA, I.M.; COUTO, A. P. L.; NEVES, S. P. S. Fenologia de espécies de Euphorbiaceae e Leguminosae no Parque nacional da Chapada Diamantina, Bahia.

En Resumos 62.º Congresso Nacional de Botânica, Fortaleza. Sistemática e Taxonomia, 2011.
- COUTINHO, K.; SOUZA, I.M.; MELO, E.; ARBO, M.M. Turneraceae de Morro do Chapéu, Chapada Diamantina, Bahia, Brasil.
- REIS, A.T.C.C.; SOUZA, I.M.; COUTINHO, K.; FRANCA, F.; MELO, E. Florística de áreas sobre tabuleiros costeiros no Leste da Bahia, Brasil
- SOUZA, I.M.; COUTINHO, K.; MELO, E.; JACQUES, E.L. Levantamento das espécies de Begoniaceae ocorrentes em Morro do Chapéu, Chapada Diamantina, Bahia

- SOUZA, I.M.; FUNCH, L. S. 2010. Fenologia de espécies de Leguminosae da mata ciliar do rio Lençóis, Parque nacional da Chapada Diamantina, Bahia. In: XIV Seminário de Iniciação Científica da Universidade Estadual de Feira de Santana, 2010, Feira de Santana. Anais do XIV Seminário de Iniciação Científica da Universidade Estadual de Feira de Santana, 2010.

## Honores

### Membresías
- Sociedad Botánica de Brasil[5]

- Portal:Biografías. Contenido relacionado con Botánica.
- Portal:Biología. Contenido relacionado con Taxonomía.